# Cauchi (cognome)
Cauchi è un cognome maltese attestato fin dal XV secolo, diffuso nel Nordafrica (Algeria, Marocco, Egitto) e nel centro-sud Europa (Italia, soprattutto in Sicilia, Francia, Belgio). Varianti: Cauci, Caucius, Chaucius, Chaouki, Chaouqui, Cauchie, Kouachi. Forme correlate: Gauchi, Cauchy, Delcauchie. Antiche forme locali: Cauky, Cauchius, Chauchi, Cauki. Affini: Chaussée. Con qualche variante è inoltre toponimo francese, originato da Estrée-Cauchy.

## Persone
- Paolo Camilleri Cauchi (fine sec. XVII), pittore maltese
- Paul Cauchie (1875-1952), architetto, pittore e decoratore belga
- Eugène Cauchy (o Eugenius) (Paris, 1802-1877), figlio di Augustin-Louis Cauchy, studioso di storia del diritto
- Antonius Caucius (Antoine Cauchie) (1530 ca.n.), grammatico francese autore della Grammatica Gallica (Basilea, 1570)
- Publius Gabinius Secundus Chaucius (oppure Cauchius), generale romano sotto l'impero di Claudio
- Gaia Cauchi (n. 2003), cantante maltese, vincitrice del Junior Eurovision Song Contest nel 2013
- Khalid Chaouki, politico e giornalista italiano di origine marocchina
- Francesca Immacolata Chaouqui, pr italiana di origine marocchina, ex componente della Commissione referente per lo studio dei problemi economici e amministrativi della Santa Sede (COSEA), citata nel caso Vatileaks 2
- Nikol Joseph Cauchi (1929-2010), vescovo maltese di Gozo
- Augustin-Louis Cauchy, matematico e ingegnere francese
- Denis Cauchi, calciatore maltese
- Tony Cauchi, calciatore maltese
- Alfred Cauchie (1860-1922), storico belga
- Augusto Cauchi (n. 1951), militante italiano del movimento politico Ordine Nuovo e poi del Fronte nazionale rivoluzionario, implicato nella strage dell’Italicus
- i fratelli Saïd e Chérif Kouachi, terroristi franco-algerini fautori dell'attentato alla sede di Charlie Hebdo (2015)